# Paul Courbin
Paul Courbin (Lyon, 29 novembre 1922 - Paris, 22 mai 1994) est un archéologue français.

## Biographie
Il fait ses études à Lyon puis devient élève de l'École normale supérieure (1943). Agrégé de grammaire, il devient enseignant en Corse puis travaille comme assistant de Charles Picard à la Sorbonne.
En 1949, il entre à l'École française d'Athènes avec Jean Deshayes et s'y voit confier la publication de l'Oikos des Naxiens de Délos. Il fouille à Gortys et, lors de la reprise des fouilles d'Argos, en 1952, consacre sa thèse à la céramique géométrique de l'Argolide.
Nommé secrétaire général de l’École en 1954, il décide d'appliquer avec Bernard-Philippe Groslier à Argos, les méthodes de fouille de Mortimer Wheeler (1955). Après avoir quitté en 1960 l’École française d'Athènes, il devient directeur d'étude et enseigne à la VIe section de l’École pratique des hautes études. En 1967, il fonde le Bureau d'études des méthodes archéologiques et crée les chantiers d'écoles de Fontainebleau (1962-1963), Chartres (1967-1972) et Saint-Marcel-d'Ardèche (1973-1987), qu'il anime. 
De 1971 à 1984, il dirige les fouilles de Ras al-Bassit (en) en Syrie.

## Travaux
- Études archéologiques : Recueil de travaux publiés sous la direction de Paul Courbin (École pratique des Hautes-Études. VIe section : Centre de Recherches historiques. Archéologie et Civilisation, I), Paris, S.E.V.P.E.N., 1963, 241 p.
- « Méthodologie des fouilles de villages disparus en France (prospection et implantation) », Annales, vol. 20, no 2,‎ 1965, p. 243–256 (DOI 10.3406/ahess.1965.421785, lire en ligne)
- La céramique géométrique de l'Argolide, Paris, E. de Boccard, 1966, 595 p.
- « Le colosse naxien et le palmier de Nicias », Bulletin de Correspondance Hellénique, vol. 1, no 1,‎ 1973, p. 157–172 (DOI 10.3406/bch.1973.5059, lire en ligne)
- Tombes géométriques d'Argos, Paris, J. Vrin, coll. « Études péloponnésiennes » (no 7), 1974, 160 p.
- Qu'est-ce que l'archéologie ? : essai sur la nature de la recherche archéologique, Paris, Payot, coll. « Bibliothèque scientifique », 1982, 238 p. (ISBN 2-228-12970-4), Prix Hercule-Catenacci de l'Académie française.
- « André Leroi-Gourhan et la technique des fouilles », Bulletin de la Société préhistorique française, vol. 84, no 10,‎ 1987, p. 328–334 (DOI 10.3406/bspf.1987.9846, lire en ligne)

## Hommage
Une rue d'Anglet porte son nom.